# 타밀어
타밀어(தமிழ்)는 드라비다어족에 속하는 언어로, 가장 오랫동안 살아남은 고전 언어 중 하나이며 현대에도 활발히 쓰이는 언어이다. 인도 정부가 지정한 힌디어 등 22개의 계획어(scheduled languages)에 속하며, 인도의 타밀나두주와 푸두체리 연방령에서는 공용어로 쓰이고 스리랑카와 싱가포르에서도 공용어로 지정되어 있다. 말레이시아, 싱가포르 등지의 남인도계 이민자들이 주로 사용하는 언어이기도 하다. 이 지역의 여러 학교에서 교육어 및 학술적 가치가 있는 언어로 인정받고 있는데, 예로 말라야 대학교에서 선택할 수 있는 학부 과정 중 하나로 타밀어 과정이 존재한다. 이는 이 대학에서 선택할 수 있는 유일한 인도 지역 고유어 과정이다. 또한 타밀어는 말레이시아 고등교육 자격시험의 네 개 언어 분야 선택과목(말레이어, 중국어, 아랍어, 타밀어) 중 하나이다.

## 분류
타밀어는 드라비다어족의 남부 계통, 즉 남부드라비다어파에 속하는 언어이다. 공식어로 지정된 인도의 주요 언어 중에서 타밀어와 계통적으로 가장 가까운 것은 말라얄람어인데, 9세기 무렵까지 말라얄람어는 타밀어의 방언이었다. 이 두 언어 간에는 선사 시대에 일어난 서부 방언(말라얄람어의 원형) 분열의 증거가 되는 많은 차이가 있지만, 13~14세기 무렵까지도 두 언어는 완전히 서로 다른 언어로 분리되지 않은 채였다.

## 역사
학자들은 타밀어의 역사를 대략적으로 크게 다음과 같은 세 시기로 분류한다.
1. 고대 타밀어 : 기원전 3세기 - 기원후 7세기
2. 중기 타밀어 : 기원후 8세기 - 기원후 16세기
3. 현대 타밀어 : 기원후 17세기 - 현재

### 고대 타밀어
학자들이 고대 타밀어로 분류한 형태의 타밀어로 쓰인 가장 오래된 기록은 기원전 2-3세기 무렵 동굴과 도자기 등에 기록된 짧은 글들이다. 이 글들은 타밀브라흐미 문자라고 불리는 브라흐미 문자의 변종으로 기록되어 있다. 고대 타밀어로 된 최초의 긴 텍스트는 문법학, 음성학 등을 포함하는 타밀어의 언어학적 연구와 타밀어 시학을 다룬 《톨카피얌(Tolkāppiyam)》인데, 이 최초의 판본은 기원전 1세기의 것이다. 또한 고대 타밀어는 상감 문학에서 사용된 언어로, 이 시기의 풍부한 문학적 결실은 현대까지 내려오고 있다. 특히, 소실되지 않은 상감 문학 시대의 시가 2381수가 남아 있다. 이 시들은 대개 기원후 1세기-5세기 사이에 지어진 것으로 추정된다. 이 작품들 중 상당수는 세속적이다. 이는 현존하는 인도의 세속 문학 작품으로는 가장 오래된 것이다. 기타 중요한 고대 타밀어 시기의 문학 작품으로는 장문의 서사시 《실라파티카람(Cilappatikāram)》과 《마니메칼라이(Maṇimēkalai)》를 비롯한 5세기부터 8세기 사이에 창작된 다양한 교훈적 작품들이 있다.
고대 타밀어는 자음 사용, 음절 구조, 문법적 특징 등에서 드라비다조어의 많은 특성을 보존하고 있었다. 예로 고대 타밀어는 드라비다조어처럼 뚜렷한 현재 시제가 없었으며 오직 과거/비과거의 시제 구별만 있었고, 동사의 부정형에 별도의 문법적 활용이 할당되어 있었다. 명사는 동사처럼 대명사적 접미사를 취해 간단히 문장을 만들 수 있었다. 예로, 'peṇṭirēm(பெண்டிரேம், 우리는 여자들이다)'은 명사 'peṇṭir(பெண்டிர், 여자들)'와 1인칭 복수 표지 '-ēm(ஏம்)'로 구성된 문장이 된다.
고대, 중기, 현대를 거치며 타밀어에는 상당한 변화가 있었지만, 이 변화 가운데서는 일정한 문법적 연속성을 찾을 수 있다. 중기와 현대 타밀어의 많은 문법적 특징들은 외부에서 주입되지 않았고, 고대 타밀어로 거슬러 올라가면 그 기원을 찾을 수 있기 때문이다.

### 중기 타밀어
학자들은 고대 타밀어에서 중기 타밀어로의 변화는 대략 8세기 무렵에 완료된 것으로 보고 있다. 이 시기에 다양한 음운론 및 문법 영역에서의 변화가 이루어졌다. 음운론 방면에서 가장 중요한 변이들로는 옛 음소인 '아이탐(aytam, ஃ)'이 사실상 소실된 것과 치경음과 치비음(dental nasals)이 융합된 것, 치경 파열음이 R음(rhotic consonants)으로 변이한 것을 들 수 있다. 문법 방면에서 핵심적인 변이는 현재 시제가 생겨난 것이다. 현재 시제는 동사 'kil(கில்)'에서 발전했는데, 이 동사의 원 의미는 '-할 법하다', '(어떤 일이) 닥치다'였다. 고대 타밀어에서 이 동사는 아주 짧은 기간이나 지속성이 없는 동작을 나타내는 상 표지로, 시간 표지 'ṉ(ன்)' 등과 함께 사용되었다. 중기 타밀어에서 이 용법은 한데 묶여 현재 시제 표지 'kiṉṟ(கின்ற)'로 굳어졌다.
중기 타밀어 시대에 타밀어는 또 상당한 수준으로 산스크리트화가 진행되기도 하였다. 팔라바 왕조 시대부터 정치, 종교, 철학 등의 방면에서 수많은 산스크리트계 외래어들이 타밀어로 들어왔다. 산스크리트는 타밀어에 어휘 외의 방면에서도 상당한 영향을 주었는데, 격의 사용이 늘어났고 명사의 곡용 형태로 동사를 부사적으로 수식하는 구문이 자주 쓰이기 시작했으며 음운론에도 영향을 미쳤다. 중기 타밀어 시대에는 타밀어를 기록하는 데 쓰는 문자도 변화하였다. 고대 타밀어 시대에는 타밀브라흐미 문자와 바텔루투 문자(Vaṭṭeḻuttu)로 주로 타밀어가 기록되었으나 8세기 무렵부터는 팔라바인들이 산스크리트를 기록하는 데 썼던 그란타 문자에서 유래한 변형 문자로 타밀어를 기록하기 시작했고, 이러한 서법이 기타의 서법을 대체했던 것이다.
중기 타밀어로 쓰인 다양한 명문(銘文)들이 남아 있으며, 상당한 양의 세속적, 종교적 주제로 적힌 문학 작품들도 남아 있다. 이 시기의 문학 작품 중에는 시바파 계열의 《테바람》(தேவாரம்), 비슈누파 계열의 《날라이라 디비아 프라반담》(நாலாயிர திவ்ய பிரபந்தம்) 등 박티(神愛) 계열의 시들도 있었으며, 캄바르가 쓴 타밀어판 《라마야나》인 《라마바타람》, 시바의 숭배자인 나야나르(நாயன்மார்கள்) 63인의 이야기 《페리야푸나람(Periyapurāṇam)》 등과 같이 유명한 종교적 서사시나 전설도 번안되어 있었다. 한편 애정시에 관한 시학 논문인 《이라이야나르 아카포룰(இறையனார் அகப்பொருள்)》, 타밀어 문어체의 표준이 된 12세기의 문법서 《난눌(நன்னூல்)》 등 다양한 방면의 학술 문헌도 중기 타밀어로 집필되었다.

### 현대 타밀어
현대 타밀어 시대에도 《난눌》은 문어체의 표준으로 남아 있어서 이에 의해 문어체는 아직도 중기 타밀어의 강한 영향 하에 있다. 그러나 구어체 타밀어는 상당한 변화를 겪었다. 예로 현대 구어체에서는 동사의 부정형을 표현하기 위해 별도의 활용을 하지 않으며, 여타의 형태론 또는 통사론적인 장치에 의해 부정형이 표현된다. 또 파열음들 사이의 모음이나 파열음과 R음 사이의 모음이 소실되었다.
유럽어들과의 접촉도 타밀어에 많은 변화를 주었다. 문어체 타밀어에 유럽어식 구두점이 도입되었고, 중기 타밀어에서는 허용되지 않는 자음군도 사용하게 되었다. 문어체 타밀어의 구문에 새로운 상 조동사와 보다 복잡한 문장 구조가 쓰이기 시작했고, 어순도 보다 엄격해졌다. 그러나 동시에 20세기 초부터 언어 순수주의가 대두하여 산스크리트를 비롯한 외래 요소를 타밀어에서 배제하자는 타니타밀 이야캄 운동을 낳았다. 이 운동은 타밀 분리주의를 지지하는 드라비다계 정당들과 타밀 민족주의자들에 의해 탄력을 받고 있다. 이러한 순수주의 운동의 결과로 상당한 수의 산스크리트계 외래어들이 순수한 타밀어 어휘로 대체되었으나 아직 상당한 수의 외래어 역시 타밀어에 남아 있다.

## 문자

### 자모
| 모음 → 자음 ↓ | அ /a/ | ஆ /ā/ | இ /i/ | ஈ /ī/ | உ /u/ | ஊ /ū/ | எ /e/ | ஏ /ē/ | ஐ /ai/ | ஒ /o/ | ஓ /ō/ | ஔ /au/ |
| ------------- | ----- | ----- | ----- | ----- | ----- | ----- | ----- | ----- | ------ | ----- | ----- | ------ |
| க் /k/         | க     | கா     | கி     | கீ     | கு     | கூ     | கெ     | கே     | கை      | கொ     | கோ     | கௌ      |
| ங் /ṅ/         | ங     | ஙா     | ஙி     | ஙீ     | ஙு     | ஙூ     | ஙெ     | ஙே     | ஙை      | ஙொ     | ஙோ     | ஙௌ      |
| ச் /c/         | ச     | சா     | சி     | சீ     | சு     | சூ     | செ     | சே     | சை      | சொ     | சோ     | சௌ      |
| ஞ் /ñ/         | ஞ     | ஞா     | ஞி     | ஞீ     | ஞு     | ஞூ     | ஞெ     | ஞே     | ஞை      | ஞொ     | ஞோ     | ஞௌ      |
| ட் /ṭ/         | ட     | டா     | டி     | டீ     | டு     | டூ     | டெ     | டே     | டை      | டொ     | டோ     | டௌ      |
| ண் /ṇ/         | ண     | ணா     | ணி     | ணீ     | ணு     | ணூ     | ணெ     | ணே     | ணை      | ணொ     | ணோ     | ணௌ      |
| த் /t/         | த     | தா     | தி     | தீ     | து     | தூ     | தெ     | தே     | தை      | தொ     | தோ     | தௌ      |
| ந் /n/         | ந     | நா     | நி     | நீ     | நு     | நூ     | நெ     | நே     | நை      | நொ     | நோ     | நௌ      |
| ப் /p/         | ப     | பா     | பி     | பீ     | பு     | பூ     | பெ     | பே     | பை      | பொ     | போ     | பௌ      |
| ம் /m/         | ம     | மா     | மி     | மீ     | மு     | மூ     | மெ     | மே     | மை      | மொ     | மோ     | மௌ      |
| ய் /y/         | ய     | யா     | யி     | யீ     | யு     | யூ     | யெ     | யே     | யை      | யொ     | யோ     | யௌ      |
| ர் /r/         | ர     | ரா     | ரி     | ரீ     | ரு     | ரூ     | ரெ     | ரே     | ரை      | ரொ     | ரோ     | ரௌ      |
| ல் /l/         | ல     | லா     | லி     | லீ     | லு     | லூ     | லெ     | லே     | லை      | லொ     | லோ     | லௌ      |
| வ் /v/         | வ     | வா     | வி     | வீ     | வு     | வூ     | வெ     | வே     | வை      | வொ     | வோ     | வௌ      |
| ழ் /ḻ/         | ழ     | ழா     | ழி     | ழீ     | ழு     | ழூ     | ழெ     | ழே     | ழை      | ழொ     | ழோ     | ழௌ      |
| ள் /ḷ/         | ள     | ளா     | ளி     | ளீ     | ளு     | ளூ     | ளெ     | ளே     | ளை      | ளொ     | ளோ     | ளௌ      |
| ற் /ṟ/         | ற     | றா     | றி     | றீ     | று     | றூ     | றெ     | றே     | றை      | றொ     | றோ     | றௌ      |
| ன் /ṉ/         | ன     | னா     | னி     | னீ     | னு     | னூ     | னெ     | னே     | னை      | னொ     | னோ     | னௌ      |

| 모음 → 자음 ↓ | அ  | ஆ  | இ  | ஈ  | உ  | ஊ  | எ  | ஏ  | ஐ  | ஒ  | ஓ  | ஔ  |
| ------------- | -- | -- | -- | -- | -- | -- | -- | -- | -- | -- | -- | -- |
| ஶ்             | ஶ  | ஶா  | ஶி  | ஶீ  | ஶு  | ஶூ  | ஶெ  | ஶே  | ஶை  | ஶொ  | ஶோ  | ஶௌ  |
| ஜ்             | ஜ  | ஜா  | ஜி  | ஜீ  | ஜு  | ஜூ  | ஜெ  | ஜே  | ஜை  | ஜொ  | ஜோ  | ஜௌ  |
| ஷ்             | ஷ  | ஷா  | ஷி  | ஷீ  | ஷு  | ஷூ  | ஷெ  | ஷே  | ஷை  | ஷொ  | ஷோ  | ஷௌ  |
| ஸ்             | ஸ  | ஸா  | ஸி  | ஸீ  | ஸு  | ஸூ  | ஸெ  | ஸே  | ஸை  | ஸொ  | ஸோ  | ஸௌ  |
| ஹ்             | ஹ  | ஹா  | ஹி  | ஹீ  | ஹு  | ஹூ  | ஹெ  | ஹே  | ஹை  | ஹொ  | ஹோ  | ஹௌ  |
| க்ஷ்            | க்ஷ | க்ஷா | க்ஷி | க்ஷீ | க்ஷு | க்ஷூ | க்ஷெ | க்ஷே | க்ஷை | க்ஷொ | க்ஷோ | க்ஷௌ |

### 숫자와 특수 기호
타밀어 서기 전통에는 0~9, 10, 100, 1000에 해당하는 숫자가 있고 기타 기호들도 존재한다.
| 0 | 1 | 2 | 3 | 4 | 5 | 6 | 7 | 8 | 9 | 10 | 100 | 1000 |
| ௦ | ௧ | ௨ | ௩ | ௪ | ௫ | ௬ | ௭ | ௮ | ௯ | ௰  | ௱   | ௲    |
| - | - | - | - | - | - | - | - | - | - | -- | --- | ---- |

| 일 | 월 | 해 | 단점 | 신용 | 위와 같이 | 루피 | 많은 |
| ௳  | ௴  | ௵  | ௶    | ௷    | ௸         | ௹    | ௺    |
| -- | -- | -- | ---- | ---- | --------- | ---- | ---- |

## 어휘
현대 타밀어 어휘 중 대다수의 어원은 드라비다어계이다. 뿐만 아니라 현대 타밀어 어휘에서는 외래어 어휘 사용을 배격하는 강력한 언어 순수주의의 영향을 발견할 수 있다. 그러나 상당수의 타밀어 어휘에는 오랫동안 주변 언어집단과의 접촉이나 타 지역과의 교역 과정에서 자연스럽게 타 언어집단의 어휘를 수입해 온 흔적이 남아 있기도 하다. 예로, 개구리를 뜻하는 타밀어 'tavaḷai'는 문다어의 'tabeg'가, 사고(전분의 일종)를 뜻하는 타밀어 'cavvarici'는 말레이어 'sagu'가, 삼판선(三板船)을 뜻하는 타밀어 'campān'은 중국어가 어원이다. 이 밖에도 다양한 문화와 영향을 주고받으며 아랍어, 페르시아어, 우르두어, 마라티어, 칸나다어, 텔루구어, 싱할라어, 포르투갈어, 프랑스어, 영어 등에서 어휘를 수입하기도 했다.
타밀어의 언어 순수주의 운동이 가장 강한 영향을 미친 곳은 바로 산스크리트계 외래어였다. 역사적으로 타밀 사회가 산스크리트화를 경험하면서 타밀어는 칸나다어, 텔루구어, 말라얄람어 등 기타 드라비다어들처럼 많은 산스크리트계 외래어, 문법, 문체를 수입하였다. 하지만 타밀어 어휘는 결코 여타 드라비다어들처럼 상당한 수준으로 산스크리트화되지는 않았으며, 산스크리트계 외래어의 도움 없이도 예술, 종교, 법학 등의 영역에서 복합적이고 추상적인 생각을 표현할 수 있었다. 게다가 중세 말기에 이르면 산스크리트화에 적극적으로 저항하는 작가도 많이 나타났다. 20세기에는 파리티마르 칼라이그나르나 마라이말라이 아디갈 등이 주도한 타밀어 순수주의 운동 타니타밀 이야캄이 등장하여 타밀어에 흡수된 산스크리트적 요소를 제거하려 노력하였다. 이 운동에 따라 최근 수십 년 간 공문서, 문학 작품, 연설에서 사용되는 산스크리트계 외래어의 수는 현격한 감소를 보였는데, 일부 추정에 따르면 그 비율은 40-50%에서 20% 수준으로 떨어졌다고 한다. 결과적으로 다른 드라비다어들과는 달리 현대 타밀어에서 산스크리트와 프라크리트계 외래어는 일부 종교적 용어나 추상명사에서만 나타나게 되었다.
20세기에 인도 정부의 지원을 받는 여러 연구 기관들은 타밀어 어근을 이용해 만든 신조어를 비롯한 다양한 어휘를 담고 있는 과학기술 어휘 사전을 발간하여, 영어 등에서 들여온 이 방면의 외래어 사용을 줄이려는 사업을 진행하였다.

## 다층언어 현상
타밀어의 어체에는 상감 시대부터 내려오는 고전적인 문체를 모범으로 하는 문체인 '상카타밀(sankattamiḻ)'과, 현대적인 문어체인 '첸타밀(centamiḻ)', 현대의 구어체인 '코툰타밀(koṭuntamiḻ)' 등이 있다. 이 세 가지 어체 간의 구별은 엄격하지는 않으며, 연속적인 어체 변이 단계에서 추출한 대략적 구별이라고 보는 것이 적절하다. 예컨대 첸타밀 체를 사용하며 상카타밀에서 사용하는 어휘를 빌려오거나, 코툰타밀을 말하면서 상카타밀 또는 첸타밀에서 사용하는 어투나 어휘를 끌어오는 것도 가능한 것이다.
현대 타밀어에서 주로 첸타밀은 공문서나 공적 담화, 토론, 교과서, 문학서 저술 등에 사용된다. 그러나 코툰타밀이 최근까지 첸타밀의 영역으로 여겨졌던 곳에서 사용되는 현상도 점차 나타나고 있다. 예로 타밀어로 된 영화나 연극, 텔레비전 엔터테인먼트 프로그램, 라디오 등에서는 갈수록 코툰타밀이 많이 사용되고 있으며, 정치인들이 연설을 할 때도 청중들에게 친근감을 주기 위해 코툰타밀을 사용하기도 한다. 이렇게 코툰타밀 사용이 증가하자 '표준 코툰타밀', 즉 비공식적 표준 구어체가 생겨났다. 인도에서 표준 코툰타밀은 주로 '교육받은 비브라만 카스트 사람들의 어투'에 기반하고 있으며, 탄자부르와 마두라이의 타밀 방언도 큰 영향을 미쳤다. 스리랑카의 표준 코툰타밀은 주로 자프나 방언에 기반한다.

## 문학
타밀어로 쓰인 문학에는 2천 년 이상의 역사가 있다. 현재 최초의 타밀어 기록으로 입증된 것은 기원전 3세기의 석문 칙령과 영웅석(viirakkal, 영어: Hero stones)이다.
통상 기원전 6세기부터 기원후 3세기에 이르는 고대 타밀어 문학을 상감 문학(Sangam literature)으로 부른다. 상감 시대에는 《톨카피얌》 등의 언어학과 시학을 아우르는 서적, 《실라파티카람(Cilappatikaram)》을 비롯한 타밀 5대 서사시 등이 탄생하여 문학이 크게 융성하였다. 상감 문학 시대 이후의 타밀어 문학사는 교훈서, 종교서, 서사시 등이 발달한 후 상감 시대(Post-Sangam period)부터 촐라 제국의 번성에 힘입은 중세 시대, 비자야나가르 제국과 마두라이 나야크 왕조 시대, 영국을 비롯한 유럽 열강과의 접촉으로 시작된 근현대 시대로 나뉜다.

## 용례
타밀어의 문장과 로마자 전사 및 번역：
ஆசிரியர் வகுப்பறையுள் நுழைந்தார்.
அவர் உள்ளே நுழைந்தவுடன் மாணவர்கள் எழுந்தனர்.
வளவன் மட்டும் தன் அருகில் நின்றுகொண்டிருந்த மாணவி கனிமொழியுடன் பேசிக் கொண்டிருந்தான்.
நான் அவனை எச்சரித்தேன்.
aasiriyar vakuppaRaiyuL nuzhainthaar.
avar uLLE nuzhainthavudan maaNavarkaL ezhunthanar.
vaLavan mattum than arukil ninRu kondiruntha maaNavi kanimoliyudan pEsik kondirunthaan.
naan avanai echarithEn.
번역：
선생님이 교실에 들어와 한 발 디디자，학생들은 바로 일어섰고，발라반만이 일어서지 않고 카니몰과 잡담을 계속했다. 나는 전에 그에게 경고하기도 했었다.

## 참고 문헌
- Maloney, Clarence (1970), "The Beginnings of Civilization in South India", The Journal of Asian Studies (Association for Asian Studies) 23 (3): 603–616, doi:10.2307/2943246
- Abraham, Shinu (2003), "Chera, Chola, Pandya: Using Archaeological Evidence to Identify the Tamil Kingdoms of Early Historic South India", Asian Perspectives 42 (2): 207–223, doi:10.1353/asi.2003.0031
- Majumdar, R.C (1987). Ancient India. India: Motilal Banarsidass Publications. ISBN 81-208-0436-8.
- Krishnamurti, Bhadriraju (2003), The Dravidian Languages, Cambridge Language Surveys, Cambridge University Press, ISBN 0-521-77111-0
- Freeman, Rich (February 1998), "Rubies and Coral: The Lapidary Crafting of Language in Kerala", The Journal of Asian Studies (Association for Asian Studies) 57 (1): 38–65, doi:10.2307/2659023
- Menon, A. Govindankutty (1990), "Some Observations on the Sub-Group Tamil–Malayalam: Differential Realizations of the Cluster *nt", Bulletin of the School of Oriental and African Studies, University of London 53 (1): 87–99, doi:10.1017/S0041977X00021285
- Andronov, M.S. (1970), Dravidian Languages, Nauka Publishing House.
- Lehmann, Thomas (1998), "Old Tamil", in Steever, Sanford, The Dravidian Languages, London: Routledge, pp. 75–99, ISBN 0-415-10023-2
- Tharu, Susie; Lalita, K., eds. (1991), Women Writing in India: 600 B.C. to the present – Vol. 1: 600 B.C. to the early twentieth century, Feminist Press, ISBN 1-55861-027-8
- Krishnamurti, Bhadriraju (2003), The Dravidian Languages, Cambridge Language Surveys, Cambridge University Press, ISBN 0-521-77111-0
- Steever, Sanford (1998), "Introduction", in Steever, Sanford, The Dravidian Languages, London: Routledge, pp. 1–39, ISBN 0-415-10023-2
- Kuiper, F. B. J. (1958), "Two problems of old Tamil phonology", Indo-Iranian Journal 2 (3): 191–224, doi:10.1007/BF00162818
- Meenakshisundaram, T.P. (1965), A History of Tamil Language, Poona: Deccan College
- Rajam, VS (1985), "The duration of an action – real or aspectual? The evolution of the present tense in Tamil", Journal of the American Oriental Society (American Oriental Society) 105 (2): 277–291, doi:10.2307/601707
- Mahadevan, Iravatham (2003), Early Tamil Epigraphy from the Earliest Times to the Sixth Century A.D., Harvard Oriental Series vol. 62, Cambridge, Mass.: Harvard University Press, ISBN 0-674-01227-5
- Varadarajan, Mu. (1988), A History of Tamil Literature, New Delhi: Sahitya Akademi (Translated from Tamil by E.Sa. Viswanathan)
- Zvelebil, Kamil (1992), Companion studies to the history of Tamil literature, Leiden: Brill, ISBN 90-04-09365-6
- Shapiro, Michael C.; Schiffman, Harold F. (1983), Language and society in South Asia, Dordrecht: Foris, ISBN 90-70176-55-6
- Annamalai, E.; Steever, S.B. (1998), "Modern Tamil", in Steever, Sanford, The Dravidian Languages, London: Routledge, pp. 100–128, ISBN 0-415-10023-2
- Kandiah, T. (1978), "Standard Language and Socio-Historical Parameters: Standard Lankan Tamil", International Journal of the Sociology of Language 16: 59–75
- Ramaswamy, Sumathy (1997), "Laboring for language", Passions of the Tongue: Language Devotion in Tamil India, 1891–1970, Berkeley: University of California Press, ISBN 0-585-10600-2